# Heiss
Heiss oder Heiß ist ein deutscher Familienname.

## Namensträger

### A
- Adolf Heiß (1882–1945), deutscher Offizier und Wehrverbandsführer
- Alfons Heiß (1897–1979), deutscher Politiker, Oberbürgermeister von Regensburg
- Alfred Heiß (* 1940), deutscher Fußballspieler
- Alfred Andreas Heiß (1904–1940), deutscher Pazifist und Kriegsdienstverweigerer
- Alois Heiss (1895–1970), deutscher Maler und Grafiker
- Andreas Heiß (* 1983), österreichischer Fußballschiedsrichter
- Anita Heiss (* 1968), australische Schriftstellerin der Aborigines

### B
- Berta Heiß (1875–1948), österreichische Ordensstifterin

### C
- Carol Heiss (* 1940), US-amerikanische Eiskunstläuferin
- Christian Heiß (* 1967), deutscher Kirchenmusiker und Domkapellmeister in Regensburg
- Christian Heiß (Mediziner) (* 1970), deutscher Mediziner

### E
- Egon Heiss (* 1975), italienischer Koch
- Elias Christoph Heiß (1660–1731), deutscher Kupferstecher
- Elisabeth Heiß (* 1978), österreichische Politikerin (FPÖ), Mitglied des Nationalrats
- Ernst Heiss (* 1936), österreichischer Architekt und Insektenforscher
- Ernst W. Heiss (1929–1991), österreichischer Architekt

### F
- Friedrich Heiss (1897–1970), österreichischer völkisch-nationalistischer Publizist und Funktionär
- Fritz Heiss (1921–2008), österreichischer Unternehmer
- Frohwalt Heiß (1901–1988), deutscher Chirurg sowie Sportmediziner

### G
- Günter Heiß (* 1952), deutscher Verwaltungsjurist und Verfassungsschutzbeamter
- Gustave Heiss (1904–1982), US-amerikanischer Fechter und Armeeoffizier

### H
- Hanns Heiß (1877–1935), deutscher Romanist
- Hans Heiss (* 1952), italienischer Historiker und Politiker
- Hans Heiß (1951–2018), deutscher Richter, Rechtsanwalt und Autor
- Hans-Ulrich Heiß (* 1953), deutscher Informatiker
- Helmut Heiss (* 1963), österreichischer Rechtswissenschaftler und Hochschullehrer
- Henning Heiß (* 1958), deutscher Kommunalpolitiker (SPD)
- Hermann Heiß (1897–1966), deutscher Komponist
- Hubert Heiss (* 1955), österreichischer Diplomat

### J
- Johann Heiss (1640–1704), deutscher Maler
- Joseph Heiß (* 1963), deutscher Eishockeytorhüter

### K
- Klaus Peter Heiss (1941–2010), Südtiroler Weltraumwissenschaftler
- Kristin Heiß (* 1983), deutsche Politikerin (Die Linke)
- Kurt Heiß (1909–1976), deutscher Parteifunktionär (KPD, SED) und Journalist

### L
- Lisa Heiss (1897–1981), deutsche Schriftstellerin

### M
- Margarete Heiß (* 1953), deutsche Lyrikerin
- Marianne Heiß (* 1972), österreichische Managerin und Autorin
- Markus Maria Heiss (* 1956), deutscher Viszeral- und Gefäßchirurg
- Maximilian Heiss (1808–1867), österreichischer Gutsbesitzer, Richter und Politiker
- Michael Heiß (1818–1890), deutsch-amerikanischer Geistlicher, Erzbischof von Milwaukee

### N
- Nikolaus Heiss (* 1943), deutscher Architekt, Denkmalschützer und Sachbuchautor

### O
- Otto Heiß (* 1939), deutscher Politiker (CSU)

### R
- Regina Heiß (* 1960), österreichische Politikerin (ÖVP)
- Robert Heiß (Mediziner) (1894–1957/1958), deutscher Anatom und Hochschullehrer
- Robert Heiß (Philosoph) (1903–1974), deutscher Philosoph und Psychologe
- Rudolf Heiss (1903–2009), deutscher Ingenieur und Lebensmitteltechnologe

### S
- Sebastian Heiß (1571–1614), deutscher Jesuit und Kontroversist
- Sonja Heiss (* 1976), deutsche Filmregisseurin
- Stella Heiß (* 1993), deutsche Curlerin

### W
- W. Dieter Heiss, deutsch-südafrikanischer Physiker
- Walther Heiss (* 1932), deutscher Kinderchirurg
- Wolf-Dieter Heiss (* 1939), österreichischer Neurologe